# York megye (Nebraska)
York megye az Amerikai Egyesült Államokban, azon belül Nebraska államban található. Megyeszékhelye és legnagyobb városa York. Lakosainak száma 14 125 fő (2020. április 1.). York megye Polk, Fillmore, Seward, Saline, Butler, Clay és Hamilton megyékkel határos.

## Népesség
A megye népességének változása:
| Lakosok száma | 13 646 | 13 753 | 13 837 | 13 883 | 13 806 | 14 125 |
|               | 2010   | 2011   | 2012   | 2013   | 2015   | 2020   |